# Хофман, Филипп
Филипп Хофман (нем. Philipp Hofmann; род. 30 марта 1993, Арнсберг) — немецкий футболист, нападающий клуба «Бохум».

## Карьера
В 2009 году Хофман подписал контракт с «Шальке 04». В 2011 году вместе с юниорской командой (до 19 лет) он выиграл Кубок Вестфалии, а сезон спустя стал обладателем титула чемпиона Германии среди юниоров. В сезоне 2011/12, выступая за фарм-клуб, он вышел на поле в 24 матчах, забив 6 голов. Сезоны 2012/13 и 2013/14 провёл в аренде, а в 2014 году перешёл в немецкий «Кайзерслаутерн».
Сезон 2012/13 Хофман провёл во Второй Бундеслиге, выступая за «Падерборн 07». Профессиональный дебют состоялся 11 августа 2012 года, где он вышел на замену вместо Диего Демме в матче против «Бохума». Игра завершилась со счётом 4:0.